# Algansea popoche
Algansea popoche är en fiskart som först beskrevs av Jordan och Snyder, 1899.  Algansea popoche ingår i släktet Algansea och familjen karpfiskar. Inga underarter finns listade i Catalogue of Life.